# Ed Balls
Edward « Ed » Michael Balls, né le 25 février 1967 à Norwich, est un homme politique britannique membre du Parti travailliste.
Il est nommé secrétaire d'État à l'Enfance, à l'Éducation et à la Famille en 2007, après avoir été de 1994 à 1999, conseiller économique de Gordon Brown. Il quitte son poste en 2010, après la défaite du Labour aux élections législatives. Membre de la Chambre des communes de 2005 à 2015, il appartient à la jeune génération travailliste avec David et Ed Miliband ou encore Andy Burnham, qu'il affronte lors de l'élection de la direction du Labour.

## Biographie

### Formation et carrière
Après avoir passé son A-level à Nottingham, il suit des études supérieures de philosophie, sciences politiques et sciences économiques au Keble College de l'université d'Oxford, dont il ressort diplômé. Il part ensuite étudier à la John F. Kennedy School of Government de l'université Harvard grâce à une bourse d'études.
En 1990, il devient rédacteur pour les questions économiques au Financial Times, avant d'être choisi en 1994 comme conseiller économique par Gordon Brown. Il reste à son service lorsque ce dernier est nommé chancelier de l'Échiquier en 1997. Il renonce à ce poste deux ans plus tard pour prendre celui de conseiller économique en chef du ministère des Finances, qu'il conserve jusqu'en 2004, lorsqu'il obtient un emploi d'associé de recherche au Smith Institute, un think tank lié à Gordon Brown, pour un an.

### Famille
Il est marié avec Yvette Cooper, députée travailliste de Normanton, Pontefract and Castleford et ancienne secrétaire d'État au Travail. Le couple a trois enfants.
Il est par ailleurs le fils de Michael Balls, qui fut fonctionnaire européen et préside ensuite le fonds pour le remplacement des animaux dans les expériences médicales (FRAME).

## Parcours politique
Membre du Parti travailliste (Labour) depuis 1983, il est membre du Club travailliste (OULC) et de l'Association conservatrice (OCA) de l'université d'Oxford pendant ses années d'étude. En 2004, il obtient l'investiture de son parti dans la circonscription de Normanton et remporte le scrutin, organisé le 5 mai de l'année suivante. Il est nommé le 6 mai 2006 secrétaire économique au Trésor, un poste ministériel mineur ne donnant pas accès au conseil des ministres (cabinet).

### Secrétaire d'État à l'Éducation
Le 28 juin 2007, à la suite de la nomination de Gordon Brown comme Premier ministre, Ed Balls devient secrétaire d'État à l'Enfance, à l'Éducation et à la Famille. Il décide en octobre 2008 de suspendre les évaluations (SATs) pour les élèves de 14 ans, une mesure approuvée par la communauté éducative et l'opposition, mais est critiqué pour le maintien de ces mêmes évaluations pour les élèves de 11 ans. Il a par ailleurs soutenu l'adoption du projet de loi pour l'enfance, l'éducation et la famille, adopté en première lecture le 19 novembre 2009 par la Chambre des communes et qui prévoyait notamment d'encadrer l'éducation à domicile. Le texte comprenant d'autres dispositions plus délicates, comme l'enregistrement des parents pratiquant l'éducation à domicile ou des cours d'éducation sexuelle obligatoire, a été abandonné, faute d'un soutien parlementaire suffisant.

### Dans l'opposition
Aux élections législatives du 6 mai 2010 et malgré ses efforts, sa circonscription est supprimée mais il reste député après sa très courte victoire dans la nouvelle circonscription de Morley and Outwood. Il quitte le gouvernement cinq jours plus tard, du fait de la victoire des conservateurs. Comme attendu, il se lance le 19 mai dans la course à la présidence du Labour. Il est classé comme proche de Gordon Brown, à l'inverse du favori, David Miliband, proche de Tony Blair. Il obtient le 28 mai les 33 parrainages de députés nécessaires pour se présenter, un chiffre déjà dépassé par les frères David et Ed Miliband. Le scrutin est finalement remporté par Ed, le 25 septembre 2010. Ce dernier le nomme ministre de l'Intérieur dans son cabinet fantôme le 8 octobre.
Le 20 janvier 2011, à la suite de la démission inattendue d'Alan Johnson, Balls est nommé chancelier fantôme. Yvette Cooper, sa femme, prend son ancien rôle de ministre fantôme de l'Intérieur.
Lors des élections de 2015, il perd son poste de député, battu de peu par Andrea Jenkyns, avec 38 % des voix contre 38,9 % à son adversaire conservatrice.

## Parcours sportif
Fin décembre 2015, il est nommé président du Norwich City Football Club.

## Télévision
En septembre 2016 il participe à l'émission Strictly Come Dancing. Sa partenaire est Katya Jones. 
Ils sont éliminés au bout de 10 semaines de compétition, soit trois semaines avant la finale.